# Tim Burns
Tim Burns (Canberra, 1953) è un attore, produttore cinematografico, regista e scrittore australiano.

## Biografia
Nato nel 1953 a Canberra, ha conseguito il titolo di studio presso il Victorian College of Arts di Melbourne, città nella quale vive e lavora attualmente.
Come attore, Tim Burns è noto a livello internazionale per aver recitato in molti film e serie Tv australiane. Fra i suoi lavori più famosi ricordiamo il suo ruolo nel film Mad Max, uscito nel 1979, nel ruolo di Johnny the Boy, Monkey Grip, 1982, nel ruolo di Martin, The Boy Who Had Everything, 1984, nel ruolo del bookmaker, Chaty’s Child, 1979, nel ruolo del giornalista, Reaction chain, 1980, nel ruolo dell'autista e in Freaked - Sgorbi (1993).

## Filmografia
- Chopper Squad - serie TV (1977–1979)
- Glenview High - serie TV (1977–1979)
- Chop Shop - serie TV (1977–1983)
- Cass, regia di Chris Noonan – film TV (1978)
- The Battle of Mice and Frogs, regia di Rivka Hartman (1978)
- The Night, the Prowler, regia di Jim Sharman (1978)
- Cathy's Child, regia di Donald Crombie (1979)
- Interceptor (Mad Max), regia di George Miller (1979)
- The Odd Angry Shot, regia di Tom Jeffrey (1979)
- Patrol Boat - serie TV (1979–1983)
- Detector (The Chain Reaction), regia di Ian Barry (1980)
- ...Maybe This Time, regia di Chris McGill (1981)
- Going Down, regia di Haydn Keenan (1982)
- Monkey Grip, regia di Ken Cameron (1982)
- Money to Burn, regia di Virginia L. Stone (1983)
- Now and Forever, regia di Adrian Carr (1983)
- Stations, regia di Jackie McKimmie (1983)
- The Dismissal, regia di George Ogilvie, Carl Schultz (1983)
- The Boy Who Had Everything, regia di Stephen Wallace (1985)
- Unvermeidbarer Zufall - Der Junge nebenan, regia di Dieter Schidor (1986)
- Cassandra, regia di Colin Eggleston (1987)
- Confidentially Speaking, regia di Briann Kearney (1987)
- Midnight Dancer, regia di Pamela Gibbons (1987)
- Resistance, regia di Hugh Keays-Byrne (1992)
- The Madness of Max, regia di Gary McFeat e Tim Ridge - documentario (2015)